# セバスチャン・ロッシェ
セバスチャン・ロッシェ（Sebastian Roché、1964年8月4日- ）は、スコットランド系フランス人の俳優。『ジェネラル・ホスピタル』でのジェリー・ジャックス役で最もよく知られている。

## 経歴
1964年8月4日、パリに生まれる。2011年、テレビドラマ『ヴァンパイア・ダイアリーズ』に出演する。2014年には映画『誘拐の掟』に出演した。

## フィルモグラフィー

### 映画
- ジャームス 狂気の秘密（2007年）
- ベオウルフ/呪われし勇者（2007年）
- タンタンの冒険/ユニコーン号の秘密（2011年）
- ウェア 破滅（2013年）
- 誘拐の掟（2014年）
- 6アンダーグラウンド (2019年)

### テレビ
- オデッセイファイブ（2002年）
- ゲド〜戦いのはじまり〜（2004年）
- ザ・ユニット 米軍極秘部隊（2006年）
- ジェネラル・ホスピタル（2007年 - 2013年）
- THE MENTALIST メンタリストの捜査ファイル（2009年）
- スーパーナチュラル（2010年 - 2011年）
- ヴァンパイア・ダイアリーズ（2011年）
- オリジナルズ（2013年 - 2014年）
- BONES -骨は語る-（2015年） season11,21話 海を渡った宝石泥棒 フランスの刑事役で出演
- 高い城の男 (2016年-2018年)
- 24 シーズン7
- クリミナルマインドseason6#14